# Nelson Heg Wei Keat
Nelson Heg Wei Keat (* 6. Januar 1993) ist ein malaysischer Badmintonspieler. 

## Karriere
Nelson Heg Wei Keat wurde bei den Junioren-Badmintonasienmeisterschaften 2010 und 2011 jeweils Dritter im Herrendoppel. Bei den Junioren-Weltmeisterschaften gewann er 2010 Silber und 2011 Gold im Doppel. Bei den Commonwealth Youth Games 2011 siegte er ebenfalls im Herrendoppel. Beim Smiling Fish 2011 siegte er erstmals auf internationaler Ebene bei den Erwachsenen. Bei den French International 2012 belegte er Rang drei im Doppel und Rang zwei im Mixed, bei den Dutch International 2012 wurde er Erster im Doppel zusammen mit Teo Ee Yi.

## Referenzen
- Nelson Heg Wei Keat beim Badminton-Weltverband

| Personendaten    | Personendaten                 |
| ---------------- | ----------------------------- |
| NAME             | Heg Wei Keat, Nelson          |
| KURZBESCHREIBUNG | malaysischer Badmintonspieler |
| GEBURTSDATUM     | 6. Januar 1993                |